# 神淵川
神淵川・神渕川（かぶちがわ）は、木曽川水系の一級河川。岐阜県加茂郡七宗町を流れる。飛騨川を経て木曽川に合流する2次支川。

## 地理
岐阜県加茂郡七宗町北部の袋坂峠付近に源を発し、七宗町上麻生付近で飛騨川に合流する。幹線流路延長16.2キロメートル、うち河川法区域延長は12.8キロメートル。
上流域の七宗町神淵ではほぼ南に流れながら、杉洞川・葉津川・奥田川・間見川などの谷川を集める。間見川が合流する付近からは古生代地層の山地に突入して深い谷を作り、七宗町上麻生に入ると葛屋川と合流する。七宗町中心部付近で飯高川と合流し、飛騨川合流点に至る。飛騨川合流点付近は飛水峡が広がる。
上流部の山容も険しくはなく、神淵川沿いに岐阜県道64号可児金山線が通っており、谷底に形成された小平野に農村集落が点在している。ホタルの名所で、アユの釣り場としても知られる。

## 主な橋
最上流部で並行する岐阜県道58号関金山線は神淵橋・炭坂橋・万場橋など、それ以下で並行する岐阜県道64号可児金山線は中切橋・新大穴橋・新落合橋などが架かる。
- 神淵川橋（岐阜県道354号上麻生停車場線）